# Oktiabr´skij (rejon aksajski)
Oktiabr´skij (ros. Октябрьский) – osiedle w Rosji, w obwodzie rostowskim, w rejonie aksajskim. W 2021 liczyło 2651 mieszkańców.